# Hormesis por radiación

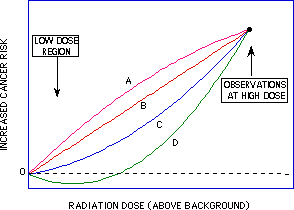
Diversas hipótesis para la extrapolación del riesgo de cáncer vs. dosis de radiación para niveles de dosis bajas, dado un riesgo conocido a una dosis elevada: supra-linearidad (A), lineal (B), lineal-cuadrático (C) y hormesis (D).

La hormesis por radiación (a veces denominada homeostasis por radiación) es la hipótesis que bajas dosis crónicas de radiación ionizante (agregada sobre las dosis de radiación natural) son benéficas, estimulando reservas de mecanismos hipotéticos de reparación que protegen contra enfermedades, pero que no son activados en ausencia de radiaciones ionizantes adicionales. La hipótesis plantea que la reserva de mecanismos de reparación cuando es estimulada no solo anula los efectos nocivos de la radiación ionizante adicional sino que también protege contra otros daños (véase hormesis). Esta hipótesis que va en contra de la intuición ha capturado la atención de científicos y del público.
Las Académie des Sciences — Académie nationale de Médecine (Academia de Ciencias de Francia — Academia Nacional de Medicina) expresaron en un informe del año 2005 sobre los efectos de dosis muy bajas de radiación que en numerosos estudios de laboratorio se había podido observar hormesis por radiación. Sin embargo, todavía no se sabe si la hormesis por radiación puede manifestarse fuera del laboratorio, o en los seres humanos.
Informes consensuados del United States National Research Council y del National Council on Radiation Protection and Measurements y del han manifestado que la base de información sobre hormesis por radiación en humanos es insuficiente para reemplazar el Modelo lineal sin umbral (LNT).  Por lo tanto, siempre de acuerdo con esas dos organizaciones, el LNT continúa siendo el modelo que utilizan las agencia regulatorias para analizar la exposición de los seres humanos a las radiaciones.
Sin embargo, la última palabra la acaba de decir el Comité Científico sobre Efectos de la Radiación Atómica de las Naciones Unidas UNSCEAR 2012 ha finalmente admitido que no se puede más usar la hipótesis LNT para predecir al cáncer por niveles bajos de radiactividad. El UNSCEAR url=http://www.world-nuclear-news.org/RS_UN_approves_radiation_advice_1012121.html UNSCEAR 2012 publicó el informe que, entre otras cosas, declara que las incertidumbres de las bajas dosis es de tal magnitud que recomienda “no multiplicar las bajas dosis por cifras grandes de individuos expuestos a dosis en incremento a niveles equivalentes o inferiores de los niveles naturales de fondo.” [url=http://www.un.org/ga/search/view_doc.asp?symbol=A/67/46 Documento Naciones Unidas]